# Luigi Rapini
Luigi Rapini (Bologna, 21 luglio 1924 – Bologna, 18 settembre 2013) è stato un cestista italiano.

## Palmarès
- Campionato italiano: 5

Virtus Bologna: 1945-46, 1946-47, 1947-48, 1948-49, 1954-55